# Storbritanniens historie
Storbritanniens historie er præget af strid mellem de forskellige nationer på De britiske øer. England udviklede sig til at blive en dominerende magtfaktor, og blev kernen i Storbritannien, staten som i dag dækker størstedelen af øerne.
Storbritanniens historie som et forenet og enevældig stat begyndte med den politiske forening af kongedømmerne England, som omfattede Wales, og kongedømmet Skotland den 1. maj 1707 i henhold til Treaty of Union (Den britiske unionsaftale) som blev underskrevet den 22. juli 1706, og ratificeret af begge parlamenter i England og Skotland, som hver godkendte en Acts of Union 1707 (Forordning om den britiske union i 1707). Unionen dannet Kongeriget Storbritannien, som delte en enkelt og fælles konstitutionel monark og et enkelt parlament i Westminster. Før dette havde England og Skotland været adskilte stater, men i en personalunion som følge af Union of the Crowns (Unionen af kronen) i 1603, med politisk, administrativ og kulturelle institutioner som omfattede regering, lovsystemer, og bidrag til kunstarterne og videnskaberne som hvoraf Storbritannien (Det forenede kongedømme) blev bygget. Om det nye og forenede kongedømme har historikeren Simon Schama sagt "Hvad der begyndte med en fjendtlig sammenslutning kom til ende op med et fællesskab i det mest mægtige levedygtige koncern i verden... det var et af de mest forbavsende omformninger i europæisk historie". Yderligere en unionsforordning i 1800 gjorde kongedømmet Irland til en del af unionen og dannede Det Forenede Kongerige Storbritannien og Irland.

## Perioder
- Forhistorisk Britannien (frem til 43 f.Kr.
- Romersk Britannien (43 f.Kr.–ca. 410)
- Middelalderens Britannien (ca. 410–ca. 1500)
  - Angelsaksisk tid (til 1066)
  - Normannisk tid (fra 1066)
- Tidlig moderne Britannien
  - Tudortiden
    - Den engelske renæssance
    - Elizabethansk tid

  - Jakobeisk tid
  - Restaurationen
  - Den skotske oplysningstid
  - Georgiansk tid
- Storbritanniens nyere historie
  - Regency-tiden
  - Viktoriansk tid
  - Edwardianske periode

## Geografisk inddeling
- Englands historie
  - Londons historie
- Irlands historie
- Skotlands historie
  - Shetlands historie
- Wales' historie

## Stater
- Riger i middelalderens Britannien
- Kongeriget Irland (1541–1801)
- Kongeriget Skotland (til 1707)
- Kongeriget Storbritannien (1707–1801)
- Det Forenede Kongerige Storbritannien og Irland (1801–1927)
- Storbritannien (fra 1927)

- Det britiske imperium
- Commonwealth of Nations

## Monarker
- Liste over britiske monarker

- Mytiske konger af briterne
- Bretwalda
- Liste over konger af Wales
- Liste over konger af pikterne
- Liste over konger af Dalriada
- Liste over konger af Strathclyde
- Liste over konger af Mann og øerne
- Liste over konger af Man
- Liste over konger af East Anglia
- Liste over konger af Essex
- Liste over konger af Kent
- Liste over konger af Sussex
- Liste over konger af Wessex
- Liste over konger af Mercia
- Liste over konger af Northumbria

## Temaer
- Storbritanniens økonomiske historie
- Storbritanniens militærhistorie
- Storbritanniens socialhistorie
- Storbritanniens konstitutionelle historie